# Trampoline aux Jeux mondiaux de 2025
Navigation
Birmingham 2022 Karlsruhe 2029
Les épreuves de trampoline des Jeux mondiaux de 2025 ont lieu du 8 au 10 août 2025 dans le gymnase du  	Dong'an Lake Sports Park à Chengdu. Sur le site aura également lieu les compétions de Gymnastique et de Cheerleading. 
L'épreuve de trampoline synchronisé revient au programme après une absence aux jeux de Birmingham.

## Organisation
Soixante-quatre athlètes sont qualifiés d'après le classements aux Championnats du monde 2023 - chaque comité national ne peut inscrire qu'un seul athlète/paire.
| Trampoline synchro.                                                                 | Trampoline synchro.                                                                     | Tumbling                                                                             | Tumbling                                                                                      | Double-mini trampoline                                                                   | Double-mini trampoline                                                                      |
| Femmes                                                                              | Hommes                                                                                  | Femmes                                                                               | Hommes                                                                                        | Femmes                                                                                   | Hommes                                                                                      |
| ----------------------------------------------------------------------------------- | --------------------------------------------------------------------------------------- | ------------------------------------------------------------------------------------ | --------------------------------------------------------------------------------------------- | ---------------------------------------------------------------------------------------- | ------------------------------------------------------------------------------------------- |
| - Royaume-Uni - Japon - États-Unis - France - Chine - Canada - Australie - Tchéquie | - Ukraine - France - Royaume-Uni - États-Unis - Portugal - Allemagne - Pays-Bas - Suède | - France - États-Unis - Royaume-Uni - Grèce - Belgique - Japon - Australie - Ukraine | - Azerbaïdjan - États-Unis - Royaume-Uni - Australie - Danemark - Portugal - Ukraine - France | - Portugal - États-Unis - Espagne - Royaume-Uni - Canada - Allemagne - Suède - Australie | - États-Unis - Royaume-Uni - Canada - Portugal - Espagne - Australie - Argentine - Belgique |

## Podiums
| Épreuves               | Or                                           | Argent                                   | Bronze                                     |
| ---------------------- | -------------------------------------------- | ---------------------------------------- | ------------------------------------------ |
| Hommes                 |                                              |                                          |                                            |
| Trampoline synchronisé | Portugal- Gabriel Albuquerque - Lucas Santos | Pays-Bas- Rikkert Veldhuizen - Jordy Mol | Allemagne- Caio Lauxtermann - Fabian Vogel |
| Tumbling               | Kaden Brown                                  | Tofig Aliyev                             | Fred Teague                                |
| Trampoline Double-mini | Brent Deklerck                               | Omo Aikeremiokha                         | Gavin Dodd                                 |
| Femmes                 |                                              |                                          |                                            |
| Trampoline synchronisé | Chine- Xu Yicheng - Zhang Xinxin             | Japon- Saki Tanaka - Hikaru Moru         | Canada- Sarah Milette - Sophiane Méthot    |
| Tumbling               | Megan Kealy                                  | Candy Brière-Vetillard                   | Alexandra Efraimoglou                      |
| Trampoline Double-mini | Diana Gago                                   | Grace Harder                             | Melania Rodríguez                          |

## Tableau des médailles
| Rang  | Nation | Or | Argent | Bronze | Total |
| ----- | ------ | -- | ------ | ------ | ----- |
| Total | Total  | -  | -      | -      | -     |